# Temporada 1990-91 de los Washington Bullets
La temporada 1990-91 fue la decimoctava de los Bullets dentro del área metropolitana de Washington D. C. y la trigésima en sus diferentes localizaciones. La temporada regular acabó con 30 victorias y 52 derrotas, ocupando el décimo puesto de la Conferencia Este, no logrando clasificarse para los playoffs.

## Elecciones en elDraft
| Ronda | Puesto | Jugador       | Posición  | Nacionalidad   | Universidad    |
| ----- | ------ | ------------- | --------- | -------------- | -------------- |
| 2     | 35     | Greg Foster   | Ala-Pívot | Estados Unidos | UTEP           |
| 2     | 37     | A. J. English | Escolta   | Estados Unidos | Virginia Union |

## Temporada regular
| División Atlántico   | División Atlántico | División Atlántico | División Atlántico | División Atlántico | División Atlántico | División Atlántico | División Atlántico | División Atlántico |
| Equipo               | G                  | P                  | %                  | PD                 | Casa               | Fuera              | Div                |                    |
| -------------------- | ------------------ | ------------------ | ------------------ | ------------------ | ------------------ | ------------------ | ------------------ | ------------------ |
| y-Boston Celtics     | 56                 | 26                 | .683               | —                  | 35–6               | 21–20              | 20-6               |                    |
| x-Philadelphia 76ers | 44                 | 38                 | .537               | 12                 | 29-12              | 15-26              | 14-12              |                    |
| x-New York Knicks    | 39                 | 43                 | .476               | 17                 | 21-20              | 18-23              | 17–9               |                    |
| Washington Bullets   | 30                 | 52                 | .366               | 26                 | 21-20              | 9-32               | 10-16              |                    |
| New Jersey Nets      | 26                 | 56                 | .317               | 30                 | 20-21              | 6–35               | 8-18               |                    |
| Miami Heat           | 24                 | 58                 | .293               | 32                 | 18-23              | 6-35               | 9-17               |                    |

## Estadísticas
| Rk | Jugador          | Edad | P  | PT | MP   | TC   | TCI  | %TC  | T3  | T3I | %T3  | TL  | TLI | %TL  | RO  | RD  | RT  | AS  | RB  | TAP | BP  | FP  | PTS  |
| -- | ---------------- | ---- | -- | -- | ---- | ---- | ---- | ---- | --- | --- | ---- | --- | --- | ---- | --- | --- | --- | --- | --- | --- | --- | --- | ---- |
| 1  | Bernard King     | 34   | 64 | 64 | 37.5 | 11.1 | 23.6 | .472 | 0.1 | 0.6 | .216 | 6.0 | 7.6 | .790 | 1.8 | 3.2 | 5.0 | 4.6 | 0.9 | 0.3 | 4.0 | 2.9 | 28.4 |
| 2  | Harvey Grant     | 25   | 77 | 76 | 36.9 | 7.9  | 15.9 | .498 | 0.0 | 0.2 | .133 | 2.4 | 3.2 | .743 | 2.3 | 4.9 | 7.2 | 2.6 | 1.2 | 0.8 | 1.6 | 3.0 | 18.2 |
| 3  | Darrell Walker   | 29   | 71 | 65 | 32.5 | 3.2  | 7.5  | .430 | 0.0 | 0.1 | .000 | 1.3 | 2.2 | .604 | 2.0 | 5.0 | 7.0 | 6.5 | 1.1 | 0.5 | 2.2 | 2.8 | 7.8  |
| 4  | John Williams    | 24   | 33 | 11 | 28.5 | 5.0  | 11.9 | .417 | 0.3 | 1.2 | .244 | 2.2 | 2.9 | .753 | 1.3 | 4.1 | 5.4 | 4.0 | 1.2 | 0.2 | 2.1 | 1.9 | 12.5 |
| 5  | Haywoode Workman | 25   | 73 | 56 | 27.9 | 3.2  | 7.1  | .454 | 0.2 | 0.7 | .240 | 1.4 | 1.8 | .759 | 0.7 | 2.6 | 3.3 | 4.8 | 1.2 | 0.1 | 1.8 | 2.2 | 8.0  |
| 6  | Pervis Ellison   | 23   | 76 | 30 | 25.6 | 4.3  | 8.4  | .513 | 0.0 | 0.1 | .000 | 1.8 | 2.8 | .650 | 2.9 | 4.8 | 7.7 | 1.3 | 0.6 | 2.1 | 1.9 | 3.5 | 10.4 |
| 7  | Charles Jones    | 33   | 62 | 54 | 24.2 | 1.1  | 2.0  | .540 | 0.0 | 0.0 |      | 0.5 | 0.8 | .580 | 1.9 | 3.9 | 5.8 | 0.8 | 0.8 | 2.0 | 0.7 | 3.2 | 2.6  |
| 8  | Ledell Eackles   | 24   | 67 | 17 | 24.1 | 5.1  | 11.4 | .453 | 0.2 | 0.9 | .237 | 2.4 | 3.3 | .739 | 0.7 | 1.2 | 1.9 | 2.0 | 0.7 | 0.1 | 1.7 | 1.8 | 13.0 |
| 9  | Larry Robinson   | 23   | 12 | 10 | 21.3 | 3.2  | 7.6  | .418 | 0.0 | 0.1 | .000 | 0.6 | 1.0 | .583 | 1.2 | 1.2 | 2.3 | 2.0 | 0.6 | 0.0 | 0.9 | 2.2 | 6.9  |
| 10 | A.J. English     | 23   | 70 | 12 | 20.6 | 3.6  | 8.2  | .439 | 0.0 | 0.4 | .097 | 1.6 | 2.2 | .707 | 0.9 | 1.2 | 2.1 | 2.5 | 0.4 | 0.2 | 1.6 | 1.8 | 8.8  |
| 11 | Tom Hammonds     | 23   | 70 | 7  | 14.6 | 2.2  | 4.8  | .461 | 0.0 | 0.1 | .000 | 0.8 | 1.1 | .722 | 0.8 | 2.1 | 2.9 | 0.6 | 0.2 | 0.1 | 0.8 | 1.5 | 5.2  |
| 12 | Mark Alarie      | 27   | 42 | 1  | 14.0 | 2.4  | 5.4  | .440 | 0.1 | 0.5 | .238 | 1.0 | 1.1 | .854 | 1.0 | 1.8 | 2.8 | 1.1 | 0.4 | 0.2 | 1.0 | 2.1 | 5.8  |
| 13 | Greg Foster      | 22   | 54 | 3  | 11.2 | 1.8  | 3.9  | .460 | 0.0 | 0.1 | .000 | 0.8 | 1.1 | .689 | 1.0 | 1.8 | 2.8 | 0.7 | 0.2 | 0.4 | 0.8 | 2.1 | 4.4  |
| 14 | Byron Irvin      | 24   | 33 | 4  | 9.6  | 1.8  | 3.9  | .465 | 0.0 | 0.2 | .200 | 1.5 | 1.8 | .820 | 0.7 | 0.6 | 1.4 | 0.7 | 0.5 | 0.1 | 0.5 | 1.0 | 5.2  |
| 15 | Clinton Smith    | 27   | 5  | 0  | 9.0  | 0.4  | 0.8  | .500 | 0.0 | 0.0 |      | 0.6 | 1.2 | .500 | 0.4 | 0.4 | 0.8 | 0.8 | 0.2 | 0.0 | 0.2 | 0.6 | 1.4  |

## Galardones y récords
| Jugador      | Galardón                              |
| Bernard King | 3er Mejor quinteto de la NBA All-Star |